# Sherone Simpson
Sherone Simpson (sinh ngày 12 tháng 8 năm 1984) là một vận động viên chạy nước rút của Jamaica. Cô có một huy chương vàng trong nội dung 4 × 100 m tiếp sức tại Thế vận hội mùa hè 2004, huy chương bạc năm 2005 tại vô địch thế giới và huy chương bạc cá nhân tại Thế vận hội mùa hè 2008.
Vào ngày 14 tháng 7 năm 2013, Simpson thông báo rằng cô đã thử nghiệm dương tính với thuốc oxilofrine. Vào tháng 4 năm 2014, Ủy ban Chống Doping của Jamaica tuyên bố rằng cô sẽ bị đình chỉ 18 tháng sau khi chi phí doping, sẽ hết hạn vào tháng 12 năm đó. Tuy nhiên, sau khi kháng cáo lên Tòa Trọng tài Thể thao (CAS), việc đình chỉ được dỡ bỏ vào ngày 14 tháng 7 năm 2014.

## Tiểu sử
Với thành tích 10,82 giây trong nội dung 100 m, Simpson xếp thứ 6 trong số những vận động viên của Jamaica, sau Shelly-Ann Fraser (10,70), Elaine Thompson (10,70), Merlene Ottey (10,74), Kerron Stewart (10,75) và cựu vận động viên Veronica Campbell-Brown (10,76). Thành tích tốt nhất của cá nhân cô ở nội dung 200 m là 22,00 giây đứng thứ sáu trong số những vận động viên nữ của Jamaica sau Merlene Ottey, Grace Jackson, Juliet Cuthbert, Veronica Campbell-Brown và Kerron Stewart. Simpson được huấn luyện bởi Stephen Francis ở Kingston, Jamaica, nơi cô theo học Đại học Công nghệ. Cô cũng tốt nghiệp trường Cao đẳng Manchester.
Simpson đã giành huy chương vàng trong nội dung 200 m nữ tại Commonwealth Games 2006, đánh bại nhà vô địch Olympic Veronica Campbell và hoàn thành một cuộc thu hoạch vàng của các nội dung 100 m và 200 m của Jamaica. Jamaica cũng giành được cả huy chương vàng vượt rào.
Tại Thế vận hội mùa hè 2008 ở Bắc Kinh, cô đã thi đấu ở nội dung 100 m. Trong vòng đấu đầu tiên của cô, cô xếp thứ ba sau Yevgeniya Polyakova và Jade Bailey trong thời gian 11,48 để tiến tới vòng thứ hai. Ở đó, cô đã cải thiện thời gian của mình thành 11,02 giây để giành suất của mình trước mặt Muna Lee và Chandra Sturrup. Với thành tích 11,11 giây trong cuộc đua bán kết của mình, cô xếp thứ tư và giành được vị trí của mình trong trận chung kết Olympic. Trong một cuộc đua đáng chú ý với đồng nghiệp Shelly-Ann Fraser của Jamaica giành huy chương vàng, Simpson và Kerron Stewart cả hai kết thúc trong 10,98 giây để chia sẻ huy chương bạc và hoàn thành việc thâu tóm huy chương của Jamaica. Cùng với Fraser, Stewart, Sheri-Ann Brooks, Aleen Bailey và Veronica Campbell-Brown, cô cũng tham gia vào đội hình tiếp sức 4 × 100 m. Trong vòng đấu đầu tiên của họ (không có Simpson và Stewart), họ đối đầu với Nga, Đức và Trung Quốc. Thời gian của họ là 42,24 giây là lần đầu tiên tổng cộng trong số 16 quốc gia tham gia. Với kết quả này, họ đủ điều kiện cho trận chung kết, tại vòng trong họ thay thế Brooks và Bailey với Simpson và Stewart. Cuối cùng họ đã không hoàn thành cuộc đua của họ, do một sai lầm trong việc trao đổi dùi cui.